# Kyo (banda)
Kyo es un grupo de rock francés formado en 1994, en Yvelines, a las afueras de París. Está compuesto por los hermanos Florian y Fabien Dubos, en guitarra y batería respectivamente, Benoît Poher en la voz y Nicolás Chassagne en saxofón.

## Biografía

### Primeros años
Los cuatro miembros del grupo se conocieron en la escuela secundaria Notre-Dame de Verneuil (Yvelines), donde compartieron afición por bandas como Nirvana, Pearl Jam, Rage Against the Machine o Soundgarden y además, el manga y la cultura japonesa, de hecho tomaron el nombre de Kyō Kusanagi, un personaje de la saga de videojuegos The King of Fighters.
El grupo dio sus primeros pasos en 1997, cuando tocaron en un concurso de talentos para jóvenes bandas de rock organizado en el extrarradio de París. En este evento recibieron la visita de Yves - Michel Aklé, quien les ofreció sus servicios como representante y con el que terminaron firmando para Sony Records.
A finales de 1999, Kyo apareció en el videoclip Pour Toi de David Hallyday. El cantante luego los invitó como teloneros por los próximos dos meses. De esta manera, la banda llegó a tocar en el legendario 'Olympia de París.

### Primer álbum
Después de firmar un nuevo contrato con la discográfica Zomba en el año 2000, Kyo lanzó disco debut homónimo en marzo de ese año. Sin embargo, el disco pasó casi desapercibido por el público, a pesar del lanzamiento de dos sencillos: "Il Est Temps" y "Je Ne Veux Pas Oublier".

### Segundo álbum
En el año 2003, Kyo sacó un nuevo disco, Le chemin, que dio al grupo bastante éxito, gracias en parte al dúo con Sita Vermuelen, Le chemin, y a las canciones 'Dernière danse, Je cours y Je saigne encore. Este disco vendió más de un millón de copias. En febrero del 2004 sale a la venta un DVD, Kyosphère.

### Tercer álbum
A finales del 2004, sale el álbum 300 lésions, que llegó a vender unos 500.000 ejemplares. El estilo de este álbum, se puede considerar bastante más roquero que el anterior, Le Chemin.

### Después de 300 Lésions
En 2005, el grupo se consagra en la escritura de canciones para otros artistas (Sita Vermeulen, Johnny Hallyday), así como para la comedia musical Le Roi Soleil.
A finales del 2005 el grupo anuncia una pausa hasta su 4º álbum previsto para el 2008, ya que los componentes querían dedicarse a proyectos personales. En este momento aparecen los rumores de una posible separación definitiva, desmentidos por el propio grupo que afirma que se trata de una pausa provisional.
En el 2006, el grupo se reúne y crea una canción para el colectivo Fight Aids Monaco (L'Or de nos vies).
El cantante, Benoît Poher, compone una canción para Thierry Amiel (l'amour en face) y otra para Emmanuel Moire (le sourire).
En el 2007, los miembros trabajan en sus proyectos personales. Benoît y Florian han formado un nuevo grupo, Empyr, en compañía del guitarrista de Watcha. El primer disco, the Peaceful Riot, salió el 12 de mayo de 2008.
En 2014, después de varios años de inactividad, la banda saca su álbum L'equilibre, con canciones más roqueras como White Trash y Poupées russes.
Su último álbum fue sacado en diciembre de 2017 bajo el título Dans la peau, con un sonido más adult0 que los anteriores pero sin perder la esencia pop rock y las letras de desamor que tanto caracterizan a la banda.

## Discografía
- Kyo (2000)
- Le Chemin (2002)
- 300 Lésions (2004)
- l´equilibre (2014)
- Dans la peau (2017)